# Minnesota Twins
Minnesota Twins er et amerikansk baseballhold, der har hjemme i "tvillingebyerne" Minneapolis og Saint Paul i nordstaten Minnesota. Holdet spiller i Central Division i American League. Hjemmebanen hedder Hubert H. Humphrey Metrodome.
Selvom Twins ikke har et stort budget, har de allerede vundet fire divisionsmesterskaber i det nye årtusinde (fra 2002-2004 og 2006) takket være god talentudvikling og solidt spil af holdets veteraner. Twins er kendt for eminent pitching og en god defensiv, selvom offensiven til tider er lidt tandløs.

## Historie
Minnesota Twins' oprindelse skal findes helt tilbage i 1894, hvor holdet Kansas City Blues blev grundlagt. De spillede i den såkaldte Western League, som lå under toprækkerne. Blues vandt ligaen i 1898.
I år 1900 ændrede Western League navn til American League, som vi kender den i dag. Ligaen opnåede samme status som den rivaliserende National League. I 1901 flyttede Kansas City Blues til hovedstaden Washington D.C., hvor de fik nyt navn: Washington Senators. Ofte blev de kaldt Washington Nationals (eller blot "Nats"), men derudover har de ingen tilknytning til de nuværende Washington Nationals.
Fra 1907 til 1927 var Senators' helt store stjerne Walter Johnson. Han var en suveræn venstrehåndet pitcher, der senere skulle blive en af de fem første spillere, som blev valgt ind i Baseball Hall of Fame. Anført af Johnson vandt Senators deres første World Series-titel i 1924. De følgende to årtier deltog holdet i to World Series yderligere, uden dog at vinde. Fra slutningen af 2. verdenskrig lå de næsten konstant i bunden af ligaen.
I 1961 flyttede holdet til Minnesota, hvor de fik navnet Minnesota Twins. Dengang spillede de i West Division. Holdets nye superstjerne var Harmon Killebrew, der ledte Twins til World Series i 1965, som de dog tabte til Los Angeles Dodgers. Indtil 1971 fortsatte holdet med at have succesfulde sæsoner, men derefter gik Twins ned i en bølgedal på trods af gode spillere som Tony Oliva og Rod Carew.
I starten af 1980'erne blev the Metrodome bygget, uden det dog rykkede nævneværdigt ved holdets præstationer. Men i 1987 vendte Twins de mange nederlag til en World Series-sejr, den første siden 1924. Holdets profiler hed nu Kent Hrbek og Kirby Puckett. Efter nogle middelmådige år gentog de succesen i 1991, hvor de slog Atlanta Braves i en af de mest spændende World Series nogensinde. Derefter gik det igen nedad for Twins, der led under, at mange af heltene stoppede deres karrierer.
I 1998 besluttede holdledelsen af starte helt forfra, og de skilte sig af med alle spillere med en årsløn på mere end 1 mio. $ (bortset fra pitcheren Brad Radke). Holdet var tæt på at blive solgt til en ny ejer, der ville flytte dem til North Carolina.
I det nye årtusinde kom Twins stærkt tilbage. Fra 2001 begyndte de at vinde flere kampe, end de tabte, og i 2002, 2003 og 2004 blev det til mesterskaber i Central Division. I 2002 nåede de endda anden runde af slutspillet. I 2005 var Twins plaget af skader hele sæsonen, og offensiven var næsten ikkeeksisterende. Kun formidabel pitching fra særlig Johan Santana sikrede holdet en tredjeplads i divisionen.
2006-sæsonen startede dystert for Twins, hvis nyindkøbte spillere floppede, mens den tidligere så solide pitching var særdeles ustabil. Men efter et par miserable måneder vendte lykken lige pludselig, og holdet igangsatte et bemærkesesværdigt comeback anført af Cy Young-pristageren Santana, rookie-pitcheren Francisco Liriano, catcheren Joe Mauer – der endte med ligaens højeste batting average – samt ligaens MVP, 1. basemanden Justin Morneau. Twins endte med at vinde divisionen over de ellers stærkt spillende Detroit Tigers på den allersidste spilledag. Imidlertid røg holdet ud af slutspillet efter blot tre kampe, da de tabte til Oakland Athletics.

## Spillestil
Minnesota Twins er kendt for at være et hårdt kæmpende hold, der prøver at få det bedste ud af de disponible midler. Organisationen er berømt for dens talentudvikling, og unge profiler som Joe Mauer, Justin Morneau og Francisco Liriano spås en stor fremtid.
Twins' styrke ligger i holdets pitching, der anføres af strikeout-kongen Johan Santana. Desuden har holdet en solid række af relief pitchers med Joe Nathan som en af ligaens bedste closere.
Offensivt ledes holdet af Joe Mauer, der hurtigt har etableret sig som den bedste offensive catcher i Major League Baseball, og Justin Morneau, som i 2006 blev den første Twins-spiller siden 1987 til at slå mere end 30 home runs i en sæson. 3. basemanden Michael Cuddyer fik også sit gennembrud i 2006 som en støtte til de to profiler. Desuden medvirkede en bred del af lineuppet til holdets succes, hvilket ellers havde været en af de store mangler året før. Twins er ikke blandt de stærkeste hold med hensyn til at slå home runs, men de spiller aggressivt og solidt, hvilket fik Chicago White Sox' træner Ozzie Guillen til rosende at beskrive visse spillere som "piratfisk" – en metafor som holdet hurtigt tog til sig.

## Spilledragt
Afhængig af om holdet spiller på hjemmebane eller på udebane, består uniformen af farverne marineblå, rød og hvid. På trøjen står der enten "TWINS" eller "MINNESOTA". Kasketten har bogstaverne "TC" broderet (TC: Twin Cities).

## Stadion
Twins spiller i Hubert H. Humphrey Metrodome (i daglig tale blot the Metrodome), som er en overdækket bane beklædt med kunstgræs. Banen bruges også af NFL-holdet Minnesota Vikings samt af et college football-hold.
Stadionet er opkaldt efter Minneapolis' tidligere borgmester Hubert H. Humphrey, der også var senator og vicepresident.
Metrodomes loft er helt hvidt, så det kan være svært for det forsvarende hold at se høje bolde. Desuden bevæger bolde sig generelt hurtigere på det kunstige græs. Mange mener derfor, at Metrodome giver store fordele for hjemmeholdet, der har vænnet sig til forholdene.
I 2006 fik Twins efter mange års indædt kamp endelig gennemført planerne for et nyt udendørsstadion i Minneapolis, som udelukkende vil være beregnet til baseball. Det er meningen, at holdet skal flytte til det nye stadion i 2010.

## Nuværende profiler
- Ron Gardenhire (manager): Hidsig, men dygtig træner, der har ført holdet til fire divisionsmesterskaber.
- Torii Hunter (centerfielder): Vinder af seks Gold Gloves pga. sine fantastiske defensive egenskaber. Fungerer som holdets moralske leder og er samtidig en god batter.
- Joe Mauer (catcher): Allerede anerkendt som den bedste offensive catcher i baseball i en alder af 23 år. Havde i 2006 det højeste batting average i hele Major League Baseball, hvilket ingen catcher tidligere har præsteret.
- Justin Morneau (1. basemand): Vinder af American Leagues MVP-pris i 2006. Kombinerer styrke med et godt øje for bolden.
- Joe Nathan (closer): Blandt baseballs sikreste og mest dominerende relief pitchers.
- Johan Santana (starting pitcher): Vinder af Cy Young-prisen som den bedste pitcher i American League i 2004 og 2006. Kastede flest strikeouts i hele MLB i 2004, 2005 og 2006.

## Legendariske spillere
- Rod Carew (Hall of Fame)
- Walter Johnson (Hall of Fame)
- Harmon Killebrew (Hall of Fame)
- Paul Molitor (Hall of Fame)
- Tony Oliva
- Kirby Puckett (Hall of Fame)